# Mesochorus deficiens
Mesochorus deficiens är en stekelart som beskrevs av Dasch 1974. Mesochorus deficiens ingår i släktet Mesochorus och familjen brokparasitsteklar. Inga underarter finns listade i Catalogue of Life.